# Atherurus
Atherurus é um gênero roedor da família Hystricidae. Está presente na Ásia e na África.

## Espécies
- Atherurus africanus Gray, 1842
- Atherurus macrourus (Linnaeus, 1758)